# Mosquée El Ksar
La mosquée El Ksar (arabe : جامع القصر) ou mosquée du Château est l'une des mosquées de Tunis.

## Localisation
Cette mosquée est située à la périphérie de la médina de Tunis, dans le quartier de Bab Menara.

## Histoire
Elle a été une mosquée royale qui dépendait d'un château, situé à l'emplacement actuel du Dar Hussein, qui était la demeure des souverains khourassanides. L'ensemble a été bâti très probablement sous le règne d'Ahmed Ibn Kourassane (1100-1128).
Vers 1598, elle est rattachée au rite hanéfite par les conquérants turcs. La mosquée bénéficie de nombreux travaux de consolidation et de rénovation. Le minaret est ainsi réédifié par le dey Hadj Mohamed Laz Dey (1647) et décoré par du marbre et de la terre cuite émaillée selon un style hispano-mauresque ; sa façade orientale est décorée avec de grands arcs en fer de cheval de style fatimide et sanhadjite.

## Architecture
L'accès à la mosquée se fait par une porte sous un passage couvert qui ouvre sur une cour surélevée par rapport à la salle de prière. Celle-ci est entourée par un portique à colonnes et chapiteaux de type turc alors que la salle de prière est surmontée de voûtes d'arêtes à doubleaux supportées par des colonnes et chapiteaux de type antique. Au fond de la salle, le mihrab, de dimensions remarquables, est formé d'une niche semi-circulaire rythmée de sept niches séparées par des pilastres. Il est surmonté d'une demi-coupole en cannelures de style fatimide.

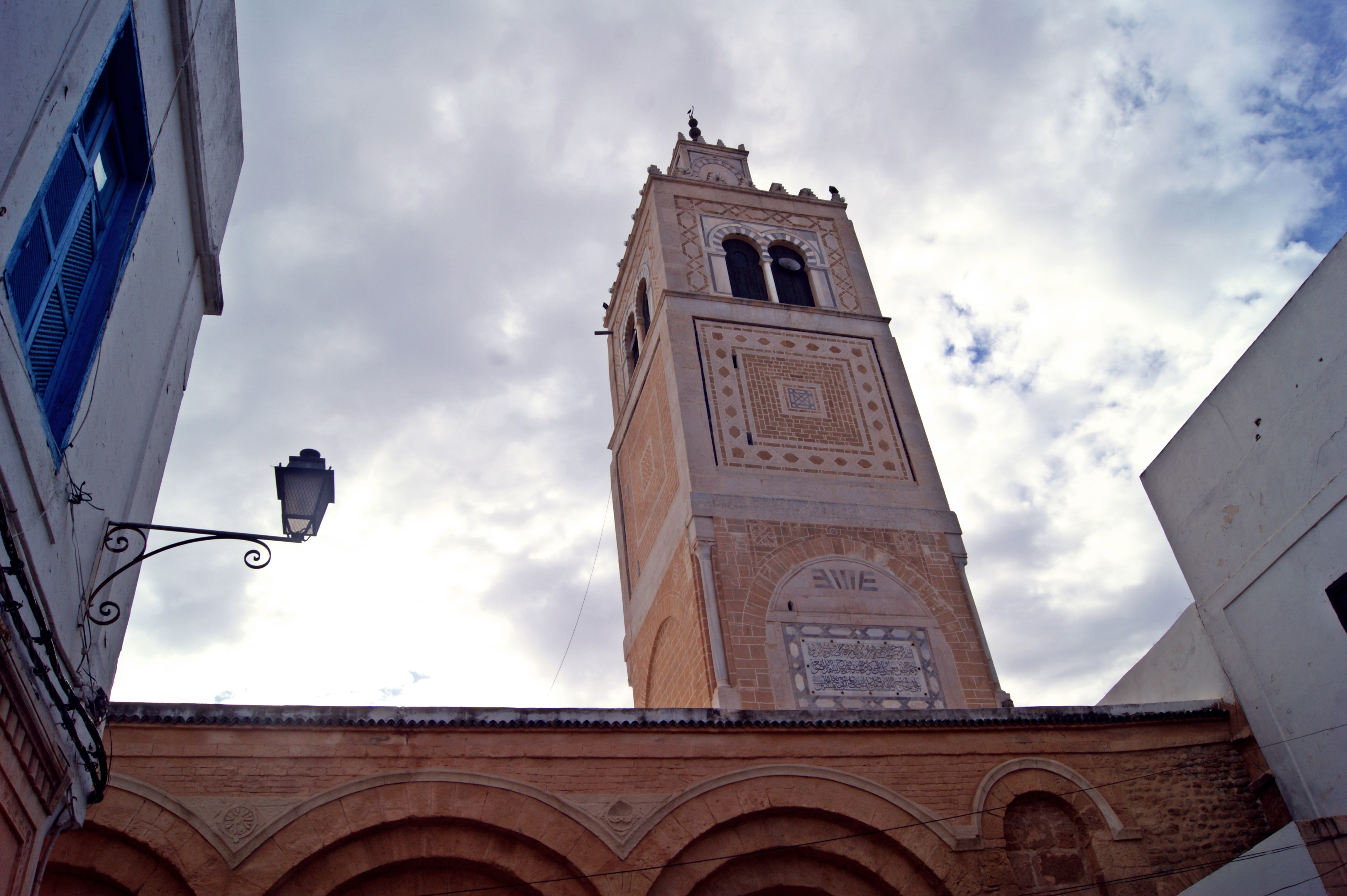
Vue des arcs de la façade et du minaret.
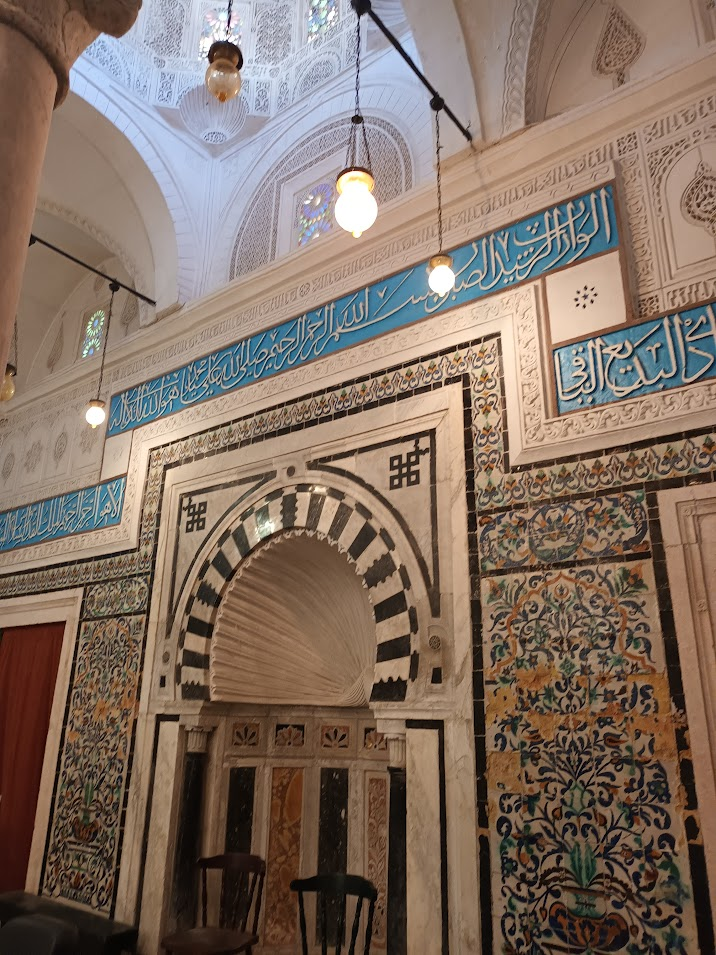
Mihrab de la mosquée.
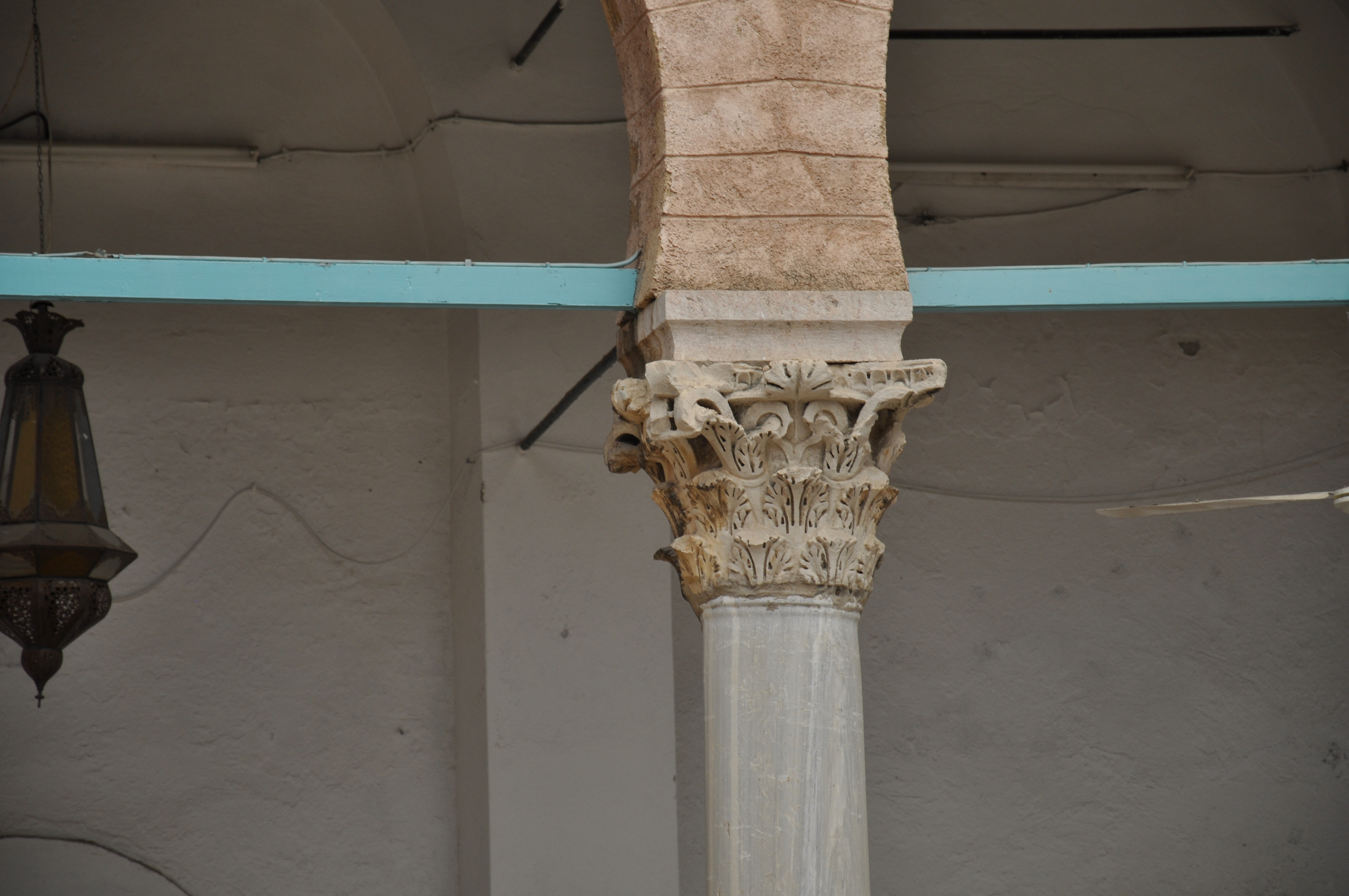
Vue d'un chapiteau corinthien.
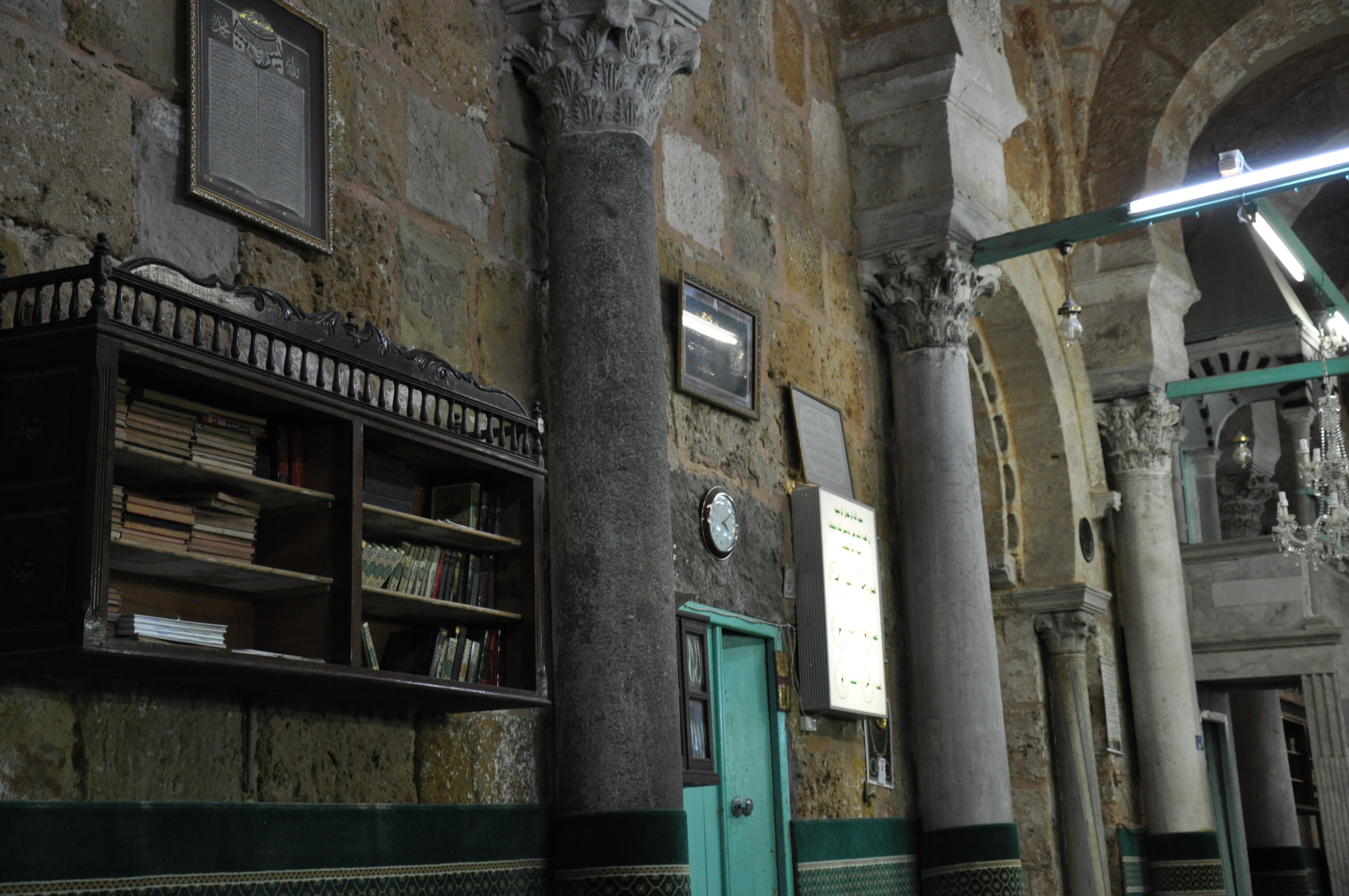
Colonnes de la salle de prière.
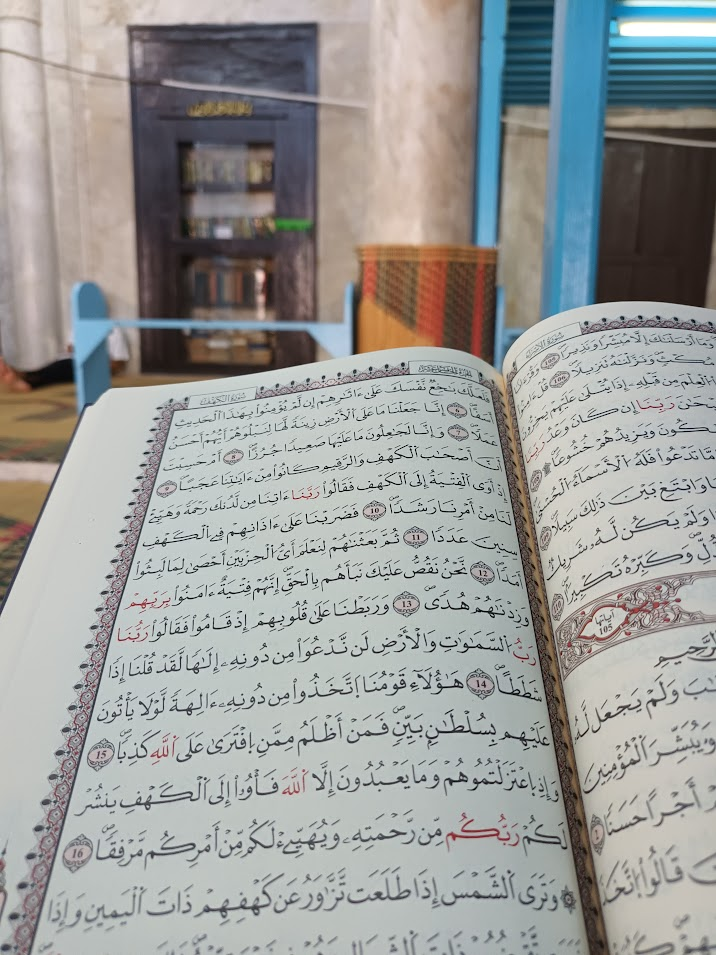
Exemplaire du Coran appartenant (waqf) à la mosquée, avec la sourate Al-Kahf, lue le vendredi.